# Polizeiruf 110: Der Mann im Baum
Der Mann im Baum ist ein deutscher Kriminalfilm von Manfred Mosblech aus dem Jahr 1988. Der Fernsehfilm erschien als 118. Folge der Filmreihe Polizeiruf 110.

## Handlung
Kleintierzüchter Karl Silawske, der in ländlicher Gegend mit kleinen Siedlungen lebt, bedrängt seine Frau regelmäßig, mit ihm zu schlafen. Stets drängt er ihr dabei seinen Willen auf, bis es Margit Silawske nicht mehr aushält. Als er sie wieder einmal gegen ihren Willen nehmen will und, um zu ihr ins Schlafzimmer zu gelangen, sogar die abgeschlossene Tür eintritt, bedroht sie ihn mit einer Schere, und er zieht sich zurück. Schon vor diesem Zwischenfall hat Karl regelmäßig junge Frauen in der näheren Umgebung ausspioniert und von Bäumen aus in ihre Schlafzimmer gespäht. Vor Frau Ottos Tür lauerte er und wollte sich mit falscher Aussage über ihren Mann Zutritt verschaffen, doch sah sie durch den Türspion, dass er eine Maske trug. Sie schrie um Hilfe, und Karl flüchtete. In einer Disko nähert er sich wenig später der 20-jährigen Marietta und berührt sie unsittlich, was sie als zufällige Anmache auffasst und ihn daraufhin zurechtwies.
Eines Morgens beobachtet Karl, wie die junge Ingrid Willert ihren Mann zur Arbeit verabschiedet. Mehrfach hat er Ingrid vom Baum aus beobachtet. Einmal hat sie ihn dabei erwischt, doch konnte er sich verbergen, sodass ihr Mann ihn nicht sah und Ingrid beruhigte, habe sie sich doch getäuscht. Nun steigt Karl in ihren Garten ein und klingelt an ihrer Tür. Ingrid, die ihr wenige Tage altes Baby stillen will, öffnet ihm und wird von ihm überfallen. Der maskierte Karl fesselt und vergewaltigt sie. Anschließend flieht er auf seinem Moped. Nachbarin Frau Kuster hört Ingrid später schreien und findet sie stark blutend auf. Durch die Vergewaltigung ist Ingrids Dammnarbe gerissen. Die junge Frau wird stark traumatisiert ins Krankenhaus eingeliefert. Ihr Neugeborenes, das längst hätte gestillt werden müssen, wird ebenfalls ins Krankenhaus gebracht. Frau Kuster ist entsetzt, hatte ihr Hund doch angeschlagen. Auch die junge Unterleutnant Görz reagiert verstört, ist dieser Fall doch einer ihrer ersten.
Die Ermittlungen werden von Leutnant Thomas Grawe und Oberleutnant Lutz Zimmermann geleitet. Die Spurensicherung findet zahlreiche wichtige Hinweise auf den Täter, darunter Fußspuren und Fasern der Kleidung. Thomas Grawe und Lutz Zimmermann richten sich einen Ermittlungsort in der Nähe der beiden Tatorte ein und verstärken die Präsenz von Polizisten auf den Straßen. Die Bevölkerung wird über den Täter informiert.
Karl hat sich in Marietta ein neues Opfer gesucht, doch wehrt sich die junge Frau energisch. Sie beißt ihn in die Hand, zerreißt sein Hemd und kann schließlich flüchten. Die Polizisten sind schnell vor Ort und können unter anderem ein Reifenprofil des Mopeds aufnehmen. Eine großangelegte Überprüfung der Mopeds der Umgebung beginnt, doch Karl wechselt die Reifen, sodass sein Moped bei einer Prüfung unverdächtig ist. Margit Silawske hat jedoch beim Dorftratsch erfahren, dass der Täter in die Hand gebissen wurde und weiß nun, dass ihr Mann der Vergewaltiger ist. Sie verlässt ihn und hinterlässt einen entsprechenden Brief auf dem Wohnungstisch. Zu einer Anzeige kann sie sich jedoch nicht durchringen. Karl hat unterdessen begonnen, seine Spuren zu verwischen. Er verbrennt belastendes Material und wirft seine Tatkleidung in einen Fluss, wo sie wenig später gefunden wird. Da der einzige Hof in der Nähe der von Silawske ist, wird das Gebäude noch einmal geprüft. Es finden sich nicht nur die ausgetauschten Reifen an einem Anhänger Karls wieder, sondern die Ermittler entdecken auch den Abschiedsbrief seiner Frau, in dem sie ihren Mann der Taten beschuldigt. Karl ist jedoch mit dem Moped unterwegs. Eine Großfahndung wird eingeleitet. Im Wald sieht Karl unterdessen Unterleutnant Görz allein, die dort offenbar als Lockvogel unterwegs ist, und fällt sie an. Voll Wut versucht Görz, ihn allein zu überwältigen, bringt ihn mehrfach zu Fall, schlägt und tritt ihn und entwendet ihm sein gezücktes Messer. Dennoch gelingt Karl die Flucht. Verstärkung für Görz war ganz in der Nähe. Über Funk gibt sie den Fluchtweg Karls durch und der gibt, eingekreist durch zahlreiche Polizisten, schließlich auf. Bei der Verhaftung ohrfeigt Görz ihn noch einmal. Beim späteren Gespräch mit Thomas Grawe gibt Görz vor, dass alles zu schnell gegangen sei, um Hilfe zu rufen. Sie gesteht auch ein, dass sie Karl allein dingfest machen wollte. Obwohl Grawe darauf verweist, dass Teamarbeit unabdingbar sei, zollt er ihr für ihr Handeln Respekt.

## Produktion
Der Mann im Baum wurde vom 5. August bis Mitte Oktober 1987 in Potsdam gedreht. Die Kostüme des Films schuf Dorit Gründel, die Filmbauten stammen von Christoph Schneider. Der Film erlebte am 13. März 1988 im 1. Programm des Fernsehens der DDR seine Premiere. Die Zuschauerbeteiligung lag bei 58,4 Prozent und damit weit über dem Durchschnitt vorheriger Polizeiruf-Filme.
Es war die 118. Folge der Filmreihe Polizeiruf 110. Oberleutnant Lutz Zimmermann ermittelte in seinem 15. Fall und Leutnant Thomas Grawe in seinem 13. Fall. Die Kritik merkte an, dass Regisseur Mosblech „den Schluß des Films regelrecht als Jagd auf den Täter“ gestaltete. Die Verhaftungsszene verlief dabei anders als geplant. Anne Kasprik, Darstellerin der jungen Unterleutnant Görz, hatte sich so in ihre Rolle hineingesteigert, dass sie den Darsteller des Vergewaltigers Silawske, Günter Schubert, spontan ohrfeigte. Schubert bezeichnete dies rückblickend als Reflexhandlung Kaspriks.